# Wereldkampioenschappen schaatsen afstanden 2017 - 500 meter vrouwen
De 500 meter vrouwen op de wereldkampioenschappen schaatsen afstanden 2017 werd gereden op vrijdag 10 februari 2017 in het ijsstadion Gangneung Science Oval in Gangneung, Zuid-Korea.
Olympisch kampioen en wereldkampioene was Lee Sang-hwa. Van de acht wereldbekerwedstrijden eerder in het seizoen won Nao Kodaira er alle zes de wedstrijden waarin ze meedeed en Yu Jing won de andere twee wedstrijden. Kodaira werd voor de eerste maal wereldkampioene in een laaglandrecord van 37,13.

## Plaatsing
De regels van de ISU schrijven voor dat er maximaal 24 schaatssters zich plaatsen voor het WK op deze afstand. Geplaatst zijn de beste veertien schaatssters van het wereldbekerklassement na vier manches, aangevuld met de tien tijdsnelsten van die eerste vier manches van de wereldbeker. Achter deze 24 namen werd op tijdsbasis nog een reservelijst van zes namen gemaakt. Aangezien het aantal deelnemers per land beperkt is tot een maximum van drie, telt de vierde (en vijfde etc.) schaatsster per land niet mee voor het verloop van de ranglijst. Het is aan de nationale bonden te beslissen welke van hun schaatssters, mits op de lijst, naar het WK afstanden worden afgevaardigd.

## Statistieken

### Uitslag
| #      | Naam                 | Land | Tijd     |
| ------ | -------------------- | ---- | -------- |
| Goud   | Nao Kodaira          | JPN  | 37,13 BR |
| Zilver | Lee Sang-hwa         | KOR  | 37,48    |
| Brons  | Yu Jing              | CHN  | 37,57    |
| 4      | Karolína Erbanová    | CZE  | 37,80    |
| 5      | Heather McLean       | CAN  | 37,86    |
| 6      | Marsha Hudey         | CAN  | 37,89    |
| 7      | Zhang Hong           | CHN  | 37,93(1) |
| 8      | Heather Bergsma      | USA  | 37,93(6) |
| 9      | Jorien ter Mors      | NED  | 37,97    |
| 10     | Arisa Go             | JPN  | 38,00    |
| 11     | Maki Tsuji           | JPN  | 38,06    |
| 12     | Olga Fatkoelina      | RUS  | 38,13    |
| 13     | Nadezjda Asejeva     | RUS  | 38,20    |
| 14     | Hege Bøkko           | NOR  | 38,31    |
| 15     | Vanessa Herzog       | AUT  | 38,43(3) |
| 15     | Kim Min-sun          | KOR  | 38,43(3) |
| 17     | Floor van den Brandt | NED  | 38,51    |
| 18     | Park Seung-hi        | KOR  | 38,52    |
| 19     | Kaylin Irvine        | CAN  | 38,54(6) |
| 20     | Sugar Todd           | USA  | 38,54(7) |
| 21     | Angelina Golikova    | RUS  | 38,56    |
| 22     | Anice Das            | NED  | 38,72    |
| 23     | Jekaterina Ajdova    | KAZ  | 38,77    |
| 24     | Judith Dannhauer     | GER  | 38,85    |

### Loting
| Rit | Binnenbaan           | Buitenbaan        |
| --- | -------------------- | ----------------- |
| 1   | Kaylin Irvine        | Judith Dannhauer  |
| 2   | Sugar Todd           | Park Seung-hi     |
| 3   | Anice Das            | Jekaterina Ajdova |
| 4   | Angelina Golikova    | Karolína Erbanová |
| 5   | Kim Min-sun          | Hege Bøkko        |
| 6   | Nadezjda Asejeva     | Jorien ter Mors   |
| 7   | Vanessa Herzog       | Arisa Go          |
| 8   | Heather McLean       | Olga Fatkoelina   |
| 9   | Floor van den Brandt | Heather Bergsma   |
| 10  | Nao Kodaira          | Marsha Hudey      |
| 11  | Maki Tsuji           | Lee Sang-hwa      |
| 12  | Yu Jing              | Zhang Hong        |

1996 · 
1997 · 
1998 · 
1999 · 
2000 · 
2001 · 
2003 · 
2004 · 
2005 · 
2007 · 
2008 · 
2009 · 
2011 · 
2012 · 
2013 · 
2015 · 
2016 · 
2017 · 
2019 · 
2020 · 
2021 · 
2023 · 
2024 · 
2025